# Monte Scalambra
Il Monte Scalambra (1.420 m s.l.m.) è una delle cime dei Monti Ernici, l'estrema propaggine occidentale della catena montuosa, posta fra la Valle del Sacco e la Valle dell'Aniene. Il massiccio a cui appartiene si sviluppa fra la provincia di Frosinone e quella di provincia di Roma, ricandendo nei comuni di Serrone e Piglio per il versante frusinate, Affile, Arcinazzo Romano e Roiate per il versante romano.
Alle pendici si trovano cinque santuari, l'eremo di San Michele, che dà il nome alla località Coste di San Michele, il pendio immediatamente sottostante il monte fra Serrone e Piglio, il convento di San Lorenzo, la Madonna del Monte fra Piglio gli altipiani di Arcinazzo, il piccolo santuario della Santissima Trinità e quello della Madonna delle Grazie a Roiate.

## Biodiversità
L'area presenta diverse specie rare. Fra gli insetti la rara ed endemica farfalla Melanargia arge che nella zona è stata ripetutamente individuata, per cui l'area è stata dichiarata sito di interesse comunitario (SIC). Non si segnalano altre importanti presenze faunistiche, salvo che Hystrix cristata.

## Vie di salita
Esistono tre vie di salita, le più agevoli per raggiungere la cima del monte, da Serrone, Piglio e dagli altipiani di Arcinazzo. Da Serrone una carrozzabile prosegue oltre il centro storico fin quasi alla cima del monte, in località Madonna della Pace, dove è stato costruito un monumento ai caduti della seconda guerra mondiale. Prima di raggiungere la cima si attraversa una vallata in cui dal secondo dopoguerra è stata incentivata dal comune la costruzione di abitazioni per villeggiatura che oggi hanno formato un vero e proprio centro residenziale estivo di cospicue dimensioni. Tra Serrone e la vetta del Monte Scalambra c'è una pista di lancio per deltaplani.
La via da Piglio parte dal piccolo santuario della Madonna del Monte, raggiungibile in auto dalla strada che collega Piglio agli Altipiani d'Arcinazzo. Dalla Madonna del Monte si segue un itinerario non segnato che passa ai piedi del Colle del Mattone e poi s'inerpica sulla cresta dello Scalambra. Si tratta di percorso reso difficile dalla fitta copertura boschiva, che non consente sempre la vista sui punti di riferimento geografici, e praticato di rado, decisamente adatto a escursionisti esperti.

## Panorama
Malgrado l'altezza non eccessiva della montagna, dalla vetta il panorama che si presenta è davvero molto ampio. Si spazia infatti dai vicini Lepini e Monti Ernici, fino ai Simbruini, il gruppo Sirente Velino, i Monti Della Meta, il Monte Terminillo, i Monti Lucretili, i Monti Prenestini e i Castelli Romani. La particolare posizione della montagna, lievemente isolata rispetto alle altre, fa sì che in particolari condizioni di visibilità, si riesca a scorgere addirittura il Vesuvio, posto a poco meno di 160 km in linea d'aria.